# Американски музикални награди
„Американска музикална награда“ (на английски: American Music Award) е ежегодно музикално отличие, присъждано на церемония в САЩ.

## История

### Концепция
Американските музикални награди (АМН) са създадени от Дик Кларк през 1973 година, като съперник на наградите „Грами“. Шоуто се излъчва по ABC. Майкъл Джексън и Дони Озмънд са първите водещи на шоуто, заедно с Родни Алън Рипи и Рики Сегал.

### „Американска музикална награда“ и „Грами“
Докато наградите Грами са основани на гласуване на хора от музикалната индустрия, АМН се определят от анкета на феновете (хора закупили албум) в резултат, на което са представител на общественото мнение. „Големите три“ (АМН, Музикалните награди на Билборд и Грами) се съревновават за престиж и телевизионен рейтинг като наградите Грами награждават качеството, а АМН и музикалните награди на Билборд награждават популярността на музикантите и изпълненията им. Истории за принуждаването на изпълнители да участват в отделните шоута са храна за таблоидите, клюки и спорове. Това се прекратява след преместването на Американските музикални награди в края на ноември и се избягва провеждането им в един и същ сезон с този на Грами.
Друга голяма разлика между АМН и Грами е това, че АМН не дават награда за най-добър сингъл (Best single/Record), а Грами дават.
Също така АМН дават награди според продажби и излъчвания в ефир, независимо дали албумът е стар, докато Грами номинират албуми от определен период на допустимост (за 2010 периода на допустимост е 1 октомври 2008 до 31 август 2009).

### Любим музикант на годината
През 1996 Американските музикални награди създават нова категория – „Любим музикант на годината“, наградата е присъдена на Гарт Брукс. Брукс излиза на сцената и държи кратка реч, в която обяснява, че не заслужава наградата, тъй като в продължение на една година не направил абсолютно нищо. Тръгва си и оставя наградата на подиума. Категорията е преустановена.
|  | Тази страница частично или изцяло представлява превод на страницата American Music Award в Уикипедия на английски. Оригиналният текст, както и този превод, са защитени от Лиценза „Криейтив Комънс – Признание – Споделяне на споделеното“, а за съдържание, създадено преди юни 2009 година – от Лиценза за свободна документация на ГНУ. Прегледайте историята на редакциите на оригиналната страница, както и на преводната страница, за да видите списъка на съавторите. ВАЖНО: Този шаблон се отнася единствено до авторските права върху съдържанието на статията. Добавянето му не отменя изискването да се посочват конкретни източници на твърденията, които да бъдат благонадеждни. |